# Pártos Gusztáv
Pártos Gusztáv, Pfitzner (Pusztaszentbenedek, 1895. augusztus 18. – Budapest, Erzsébetváros, 1951. március 22.) magyar színész.

## Életpályája
Pfitzner János és Katzovszky Anna fia. Rákosi Szidi színiiskoláját látogatta, majd 1916-ban diplomázott az Országos Magyar Királyi Színművészeti Akadémián és a Vígszínház tagja lett. 1920 és 1922 között az Apolló Kabaréban játszott. 1922-ben visszatért a Vígszínházba. Fedák Sárival az Amerikai Egyesült Államokban is színpadra lépett 1926-ban, s egy ideig Hollywoodban lakott, majd 1930-ban hazatért. A Fővárosi Operettszínház tagja lett, 1932-től 1933-ig pedig a Royal Színházban játszott. 1933-ban az Andrássy úti Színházhoz szerződött, majd 1934-ben egy évadot ismét az Operettszínházban játszott. 1934 és 1935 között a Belvárosi Színházban, 1937 és 1938 között a Magyar Színházban, 1938-ban pedig a Royal Színházban és a Terézkörúti Színpadon lépett fel. 1939-ben játszott az Andrássy úti Színházban és a Komédiában is. 1939-től 1950-ig a Fővárosi Operettszínház, 1950-től haláláig a Nemzeti Színház tagja volt. A közönség prózai és zenés darabokban láthatta, melyekben jellemszerepeket formált meg. Halálát agyvérzés okozta.

## Színpadi szerepei
A Színházi adattárban regisztrált bemutatóinak száma: 18.
- Redbrook (George Bernard Shaw: Brassbound kapitány megtérése)
- A tenorista (László Miklós: Egy nő, akinek múltja van)
- Dupont (Fényes Szabolcs: A királynő csókja)
- Báró (Konsztantyin Trenyov: Ljubov Jarovaja)

## Royal Revü Varieté
Kemény Egon - Nádassy László : „Éva és a férfiak” Bemutató: 1945. december 22. Royal Revü Varieté, Igazgató: Ehrenthal Teddy. Fő szerepekben: Kelemen Éva, Gozmány György, Rátonyi Róbert, Kardos Magda, Soltész Any, Antalffy József, Pártos Gusztáv. Közreműködött: Chappy 15 tagú szimfonikus jazz-zenekarával. Rendező: Szabolcs Ernő

## Fővárosi Operettszínház
Kemény Egon - Nóti Károly - Földes Imre - Halász Rudolf: „Fekete liliom” (1946) Romantikus nagyoperett 3 felvonásban. Bemutató: Fővárosi Operettszínház (ma: Budapesti Operettszínház) 1946. december 20. Főszereplők: Karády Katalin, Gombaszögi Ella, Fejes Teri, Somogyi Nusi, Latabár Kálmán, Nagy István, Gozmány György, Zentay Ferenc, id. Latabár Árpád, Pártos Gusztáv. Rendező: Tihanyi Vilmos. Karnagy: Endre Emil. Díszlet: Bercsényi Tibor. Karády Katalin, Fejes Teri, Gombaszögi Ella ruhái a Szitanágay-szalonban készültek. Revükoreográfia: Rudas-fivérek.

„Fekete liliom
Különösen tetszett Kemény Egon szép és ragyogóan hangszerelt muzsikája. Ábrahám Pál legjobb barátja és állandó hangszerelője eddig csak egy saját művel jelentkezett a zenés színpadon, az 1929-ben bemutatott Kikelet utca 3 című darabjával. A Fekete liliom 18 évi szünet után született, és mindenki megállapította, milyen sajnálatos volt ez nagy kimaradás, hiszen Kemény Egon muzsikája lehári s kálmáni nívót képviselt, ugyanakkor magán viselte a modern zenei irányzatok stílusjegyeit.
Rátonyi Róbert: Operett I.-II.”

## Filmjei

### Némafilmek
- Az anyaszív
- Fekete kapitány
- Pán

### Hangosfilmek
- Az orvos titka (1930)
- Iza néni (1933)
- Az ellopott szerda (1933)
- Rákóczi induló (1933, magyar–német–osztrák)
- Köszönöm, hogy elgázolt (1935)
- Elnökkisasszony (1935)
- Ez a villa eladó (1935)
- Budai cukrászda (1935)
- Rozmaring (1938)
- Hölgyek előnyben (1939)
- Bercsényi huszárok (1939)
- Párbaj semmiért (1939)
- Semmelweis (1939)
- Bűnös vagyok (1941)
- Egy asszony visszanéz (1941-42)
- Behajtani tilos! (1941-42)
- Szíriusz (1942)
- Estélyi ruha kötelező (1942)
- Csalódás (1942)
- Egér a palotában (1942)
- Enyém vagy! (1942)
- Külvárosi őrszoba (1942)
- A hegyek lánya (1942)
- A láp virága (1942)
- Ópiumkeringő (1942)
- Egy bolond százat csinál (1942)
- Afrikai vőlegény (1943)
- Makrancos hölgy (1943)
- Aranypáva (1943)
- Ördöglovas (1943)
- Vadon fia (1944, rövid)
- A két Bajthay (1944)
- Ez történt Budapesten (1944)
- Szerelmes szívek - Lavotta-szerenád (1944)
- Tűz (1948)